# Скендербегов трг (Тирана)
Скендербегов трг (алб. Sheshi Skënderbej)) је главни трг у средишту Тиране. Назван је по Скендербегу, борцу против османских освајача и исламизације.

## Историја
- 1923.
- 1943.
- 1951.
- 1963.
- 1963.
- 1988.
- 2012.
- 2018.